# Beherit (zespół muzyczny)
Beherit – fiński zespół muzyczny powstały w roku 1989, poruszający się w obrębie dwóch gatunków muzycznych: black metalu i muzyki elektronicznej. Zespół został reaktywowany w 2007 roku.

## Dyskografia
Albumy studyjne
| 1990                           | Dawn of Satan's Millennium (EP) - Data: 4 listopada 1990 - Wydawca: Turbo Records | —  |
| 1993                           | Drawing Down the Moon - Data: 13 listopada 1993 - Wydawca: Spinefarm Records      | —  |
| 1993                           | Messe Des Morts (EP) - Data: 14 grudnia 1993 - Wydawca: Necropolis Records        | —  |
| 1994                           | H418ov21.C - Data: 19 lutego 1994 - Wydawca: Spinefarm Records                    | —  |
| 1996                           | Electric Doom Synthesis - Data: 28 czerwca 1995 - Wydawca: Spinefarm Records      | —  |
| 2009                           | Engram - Data: 9 kwietnia 2009 - Wydawca: Spinefarm Records                       | 10 |
| 2011                           | At the Devil's Studio 1990 - Data: 19 czerwca 2011 - Wydawca: Kvlt Records        | —  |
| "—" pozycja nie była notowana. |                                                                                   |    |

Inne
| Rok  | Tytuł                                                                                               |
| ---- | --------------------------------------------------------------------------------------------------- |
| 1990 | Seventh Blasphemy (demo) - Data: 26 lutego 1990 - Wydawca: brak (wydanie własne)                    |
| 1990 | Morbid Rehearsals (demo) - Data: 28 marca 1990 - Wydawca: brak (wydanie własne)                     |
| 1990 | Demonomancy (demo) - Data: 6 czerwca 1990 - Wydawca: brak (wydanie własne)                          |
| 1991 | Unreleased Studio Tracks (demo) - Data: 6 czerwca 1991 - Wydawca: brak (wydanie własne)             |
| 1991 | The Oath of Black Blood (kompilacja) - Data: 14 września 1991 - Wydawca: Turbo Records              |
| 1991 | Beherit / Death Yell (split z Death Yell) - Data: 14 września 1991 - Wydawca: Turbo Records         |
| 1992 | Promo 1992 (demo) - Data: 6 czerwca 1992 - Wydawca: brak (wydanie własne)                           |
| 1999 | Messe des Morts / Angelcunt (split z Archgoat) - Data: 15 lutego 1999 - Wydawca: Necropolis Records |
| 1999 | Beast of Beherit - Complete Workxxx (kompilacja) - Data: 11 maja 1999 - Wydawca: Spinefarm Records  |